# Riu Vaga
El riu Vaga (Вага en rus) és un riu que passa per les províncies de Vologda i Arkhànguelsk, a Rússia. És un afluent per l'esquerra del Dvinà Septentrional. Travessa les ciutats de Velsk i Xénkursk. Té una longitud de 575 km i una conca de 44.800 km².